# Union sportive Créteil-Lusitanos
 (septembre 2023).
Si vous disposez d'ouvrages ou d'articles de référence ou si vous connaissez des sites web de qualité traitant du thème abordé ici, merci de compléter l'article en donnant les références utiles à sa vérifiabilité et en les liant à la section « Notes et références ».
Maillots
Actualités
Dernière mise à jour : 30 septembre 2024.
L'Union sportive de Créteil Lusitanos est un club de football français fondé en 1936 et situé à Créteil (Val-de-Marne), dans la banlieue sud-est de Paris.
Le club est créé en 1936 et s’inscrit dans une démarche pluridisciplinaire. Le plus haut niveau atteint par la section football du club est la deuxième division. À la suite de huit saisons consécutives en Ligue 2, le club est relégué en National en 2007 et en reste pensionnaire jusqu'à la saison 2012-2013 qui voit le club remonter en Ligue 2. Il reste seulement trois ans à ce niveau et retombe en troisième division lors de la saison 2015-2016.
Après avoir évolué au stade Desmont, l'USC s'installe au stade Dominique-Duvauchelle en début de saison 1983-1984. Le club, présidé par Bassam Al-Homsi et l'équipe première, entraînée par Habib Boumezoued depuis 2023, évolue depuis la saison 2022-2023 en National 2, soit le quatrième niveau dans la hiérarchie du football français.
Le 1er mai 2025, le club est racheté par l'homme d'affaires français Xavier Niel au travers de sa holding personnelle NJJ,.

## Histoire

### Genèse du club: une lente ascension (1936-1988)
À la fin des années 1920, des passionnés par le football décident de former ensemble le Club Sportif de Créteil, club omnisports comprenant des sections football, cyclisme et natation. Le principal but de la création du club est d'imiter les autres congrégations que sont le Club français, le Red Star, le RC Paris et le CA Paris qui jouent alors en première division française. Sans grand succès, ces passionnés décident de partir vers ces clubs voisins, laissant de côté l'association. M. Hémont prend alors la décision, en 1936, de fonder l’Union Sportive de Créteil. Club de football à ses débuts, il devient omnisports par la suite avec l'ouverture plusieurs autres sections sportives : cyclisme depuis 1938, basket-ball depuis 1945, athlétisme depuis 1963 et handball depuis 1964, notamment. L'USC omnisports compte 28 sections en 2015.
Le club récupère le stade de la route d'Alfort situé au nord de la ville de Créteil. Cette enceinte construite au début des années 1920 est utilisée comme camp d'entraînement du club de football du Cercle athlétique de Paris de 1926 à 1936. La ville met fin à cette location au CAP afin de le mettre à la disposition des sportifs cristoliens. Stade principal de l'USC jusqu'en 1983, il est rénové et, entre-temps, baptisé « Stade François Desmont » le 25 septembre 1965 (800 places assises). 
Leurs premiers succès dans ce stade est la montée en CFA, l'élite amateur, en 1962-1963 sous la houlette de l'entraîneur M. Hainque. Ce séjour en CFA se limite à une seule saison, puis le club chute en 1965 en Division Honneur Régionale, un niveau au-dessous de la Division Honneur à l'époque.
Sous la présidence de M. Périnelle, l'USC retrouve pied en DH en 1973 puis profite de la création de la Division 4 en 1978 pour retrouver les compétitions nationales. Les débuts à ce niveau sont catastrophiques avec seulement une victoire, trois nuls et six défaites lors des dix premières journées. Créteil bat ensuite le leader Senlis par 2-0 et signe une belle deuxième partie de saison, lui permettant pour la première fois de son histoire de se maintenir dans un championnat national. Cette joie est de courte durée : affublé de la lanterne rouge dès la cinquième journée du championnat de Division 4 1979-1980, Créteil ne parvient pas à redresser la situation et est logiquement relégué en DH.
En 1983, l’USC se dote d'un nouveau stade, le stade Dominique-Duvauchelle, qui porte le nom d’un journaliste sportif cristolien décédé peu avant l’inauguration de l’enceinte. Le stade ne comprend alors qu'une tribune d'honneur de 800 places assises.
En 1985, le député-maire de la ville, Laurent Cathala, décide de doter l’USC d’une équipe de premier plan. L’USC récupère ainsi cinq ex-pros du Stade français en pleine décomposition et signe rapidement des résultats probants avec trois promotions consécutives permettant aux Béliers de rejoindre la Division 2 dès 1988 sous l'impulsion de Jean-Marc Komano, alors entraîneur principal de l'USC, et à la suite de la double victoire contre le Matra-Racing Club. La lutte pour la promotion en 1987-1988 est acharnée avec le Red Star, mais c'est finalement Créteil qui décroche le billet vers l'antichambre de l'élite pour un point d'écart sur le rival et voisin audonien. En parallèle à cette belle saison en championnat, l'USC réalise un parcours honorable en Coupe de France, atteignant le stade des huitièmes de finale après avoir écarté les professionnels du Matra Racing Paris en matches aller-retour avec deux victoires cristoliennes 1-0. Créteil tombe au tour suivant face à SO Châtellerault aux tirs au but. Abdeljalil Aïd et Michel Milojević signent au Matra à la fin de la saison.

### Début du professionnalisme et relégations (1988-1999)
Créteil assure son maintien sans problème en 1989 et en 1990, accrochant la dixième puis la neuvième places au classement. Début ensuite des allers-retours entre la Division 2 et la Division 3 : descente en 1991, montée en 1992 et descente en 1993. Les entraîneurs Marc Collat, Michel Milojević puis Robert Buigues se relaient pour faire remonter le club en D2, sans succès.
En 1996, Alain Afflelou rejoint l’équipe dirigeante. Sous sa présidence, l’USC fait signer Claude Barrabé et Didier Sénac et dispute les quarts de finale de la Coupe de France en 1997 face à l'En Avant de Guingamp au Parc des Princes (11 048 spectateurs) après avoir fait sortir le RC Strasbourg au tour précédent. Créteil s’incline en prolongation 1-3.
Lors de la saison 1998/1999, les Cristoliens sont récompensés d'une deuxième place en National, qui leur permet d'accéder à la deuxième division française. Afflelou, fort du succès de l'équipe, fait entre autres signer Anthony Bancarel, Franck Histilloles et Nicolas Huysman .

### Maintien en Ligue 2 (1999-2007)

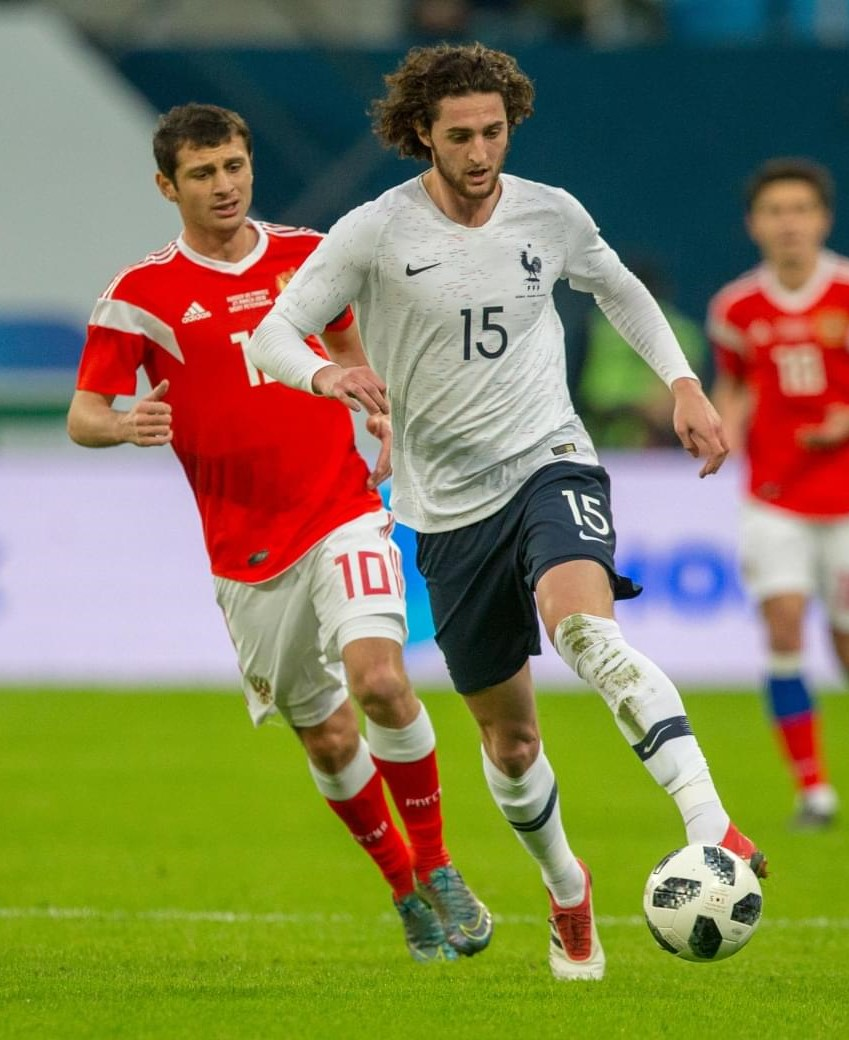
Adrien Rabiot commence le football à l'US Créteil en 2001.

Créteil retrouve la D2 en 1999 et son stade de 6 000 places est alors doté d'une nouvelle tribune latérale assise ainsi que de tribunes derrière les buts, portant la capacité du Stade Duvauchelle à 10 150 places. La première saison est très difficile et le club doit se contenter d'une 17e place, au bord de la relégation. L'année qui suit voit le club finir à la 16e place.
Afflelou injecte encore de l'argent dans le club et fait signer quelques joueurs renommés comme le portier Stéphane Cassard ou encore Ghislain Anselmini. Le club termine cette fois-ci à la 18e place. Avec le passage de la première division de 18 à 20 clubs, cette place est synonyme de maintien. Afflelou jette l'éponge et quitte la présidence de l'USC en fin de saison.
En 2002, Armand Lopes devient président du club qui modifie son nom en « US Créteil-Lusitanos » malgré les refus, en assemblée générale, de l'USC et des Lusitanos de Saint-Maur (créé et historiquement supporté par la communauté portugaise de la commune voisine de Saint-Maur-des-Fossés) de fusionner. Le club va finir cette quatrième saison dans la deuxième division par une maigre 17e place.
La saison 2003-2004 est marquée par une honorable 12e place. L'équipe est alors entraînée par Jean-Michel Cavalli. La saison qui suit voit l'équipe finir à une 15e place arrachée en fin de championnat.
La capacité du stade Dominique-Duvauchelle est portée à 12 150 places en février 2006. Durant cette saison 2005-2006 et sous la direction d'Hubert Velud, l'USC réalise une bonne première moitié de saison en accrochant une place en haut de tableau. La seconde moitié de saison est plus difficile mais l'USC termine en huitième position du classement général. C'est le meilleur résultat pour le club en championnat de L2. Ces bons résultats furent salués par un public plus nombreux que jamais : 75 992 spectateurs en 19 rencontres, soit une moyenne de 4 000 spectateurs par match.
La saison suivante est très difficile et voit le club val-de-marnais se classer à une 18e place synonyme de descente en National. Ce fiasco s'explique notamment par le départ en début de saison de nombreux joueurs cadres tels que Eugène Ekobo, Christophe Aubanel ou David Amadou M'Bodji, mais surtout du milieu de terrain béninois Stéphane Sessègnon. L'entraîneur Artur Jorge, champion d'Europe avec le FC Porto en 1987, venu secourir le club en octobre 2006, quitte alors son poste.

### Des difficultés en National (2007-2013)
Il est remplacé par Thierry Goudet, qui ne parvient pas à faire de Créteil un prétendant sérieux à la remontée en Ligue 2. Lors de la deuxième partie de saison, le club est même souvent proche de la zone de relégation. C'est pourquoi Goudet est limogé le 14 avril 2008, après la sixième défaite à domicile de la saison en championnat (contre Calais, 0-1, 33e journée). Il est remplacé par Olivier Frapolli, son adjoint et ancien joueur de l'équipe. Le changement se fait sentir et lors de la journée suivante, les Béliers s'imposent à la surprise générale sur le terrain du Paris Football Club sur le score de 4 buts à 2. Avec Frapolli à sa tête, l'équipe engrange 13 points sur 15 possibles lors des 5 dernières journées, terminant à la 7e place. C'est donc très logiquement qu'il est maintenu aux commandes de l'équipe pour la saison 2008-2009. 
À la peine en milieu de tableau du classement à la mi-saison 2008-2009, Créteil s'arrête au stade des seizièmes de finale de Coupe de France contre l'AS Vitré. En Coupe de la Ligue, le parcours s'arrête en huitièmes de finale contre l'OGC Nice après avoir écarté Nantes, Brest et Chamois niortais Football Club. Lors de cette saison, Créteil termine 9e du championnat avec 49 points (9V, 22N, 7D, 38BP, 28BC, +10). Le contrat de Frapolli n'est pas reconduit, Laurent Fournier le remplace en juillet 2009 sur le banc cristolien
L'effet Fournier se fait immédiatement sentir et les banlieusards accrochent tout de suite le bon wagon afin d'accrocher la montée. À la trêve, ils sont aux portes de l'accès à la L2 mais une série de quatre défaites durant le mois de mars, après l'annonce publique du départ de Laurent Fournier, met définitivement fin à leurs rêves. Ils termineront finalement 4e.
La saison 2010-2011 voit le retour d'Hubert Velud à la tête de l'équipe, l'entraîneur avec lequel le club a réalisé sa meilleure saison (2005-2006). La saison est décevante sur le plan sportif pour des Cristoliens qui terminent le championnat à la 10e place, malgré la présence d'anciens joueurs de Ligue 1 comme Jean-Michel Lesage ou Rudy Carlier. L'année est notamment marquée par un événement extra-sportif : l'agression physique de Velud dans la nuit du 18 au 19 mars au retour d'un match à Amiens (perdu 2-1). 

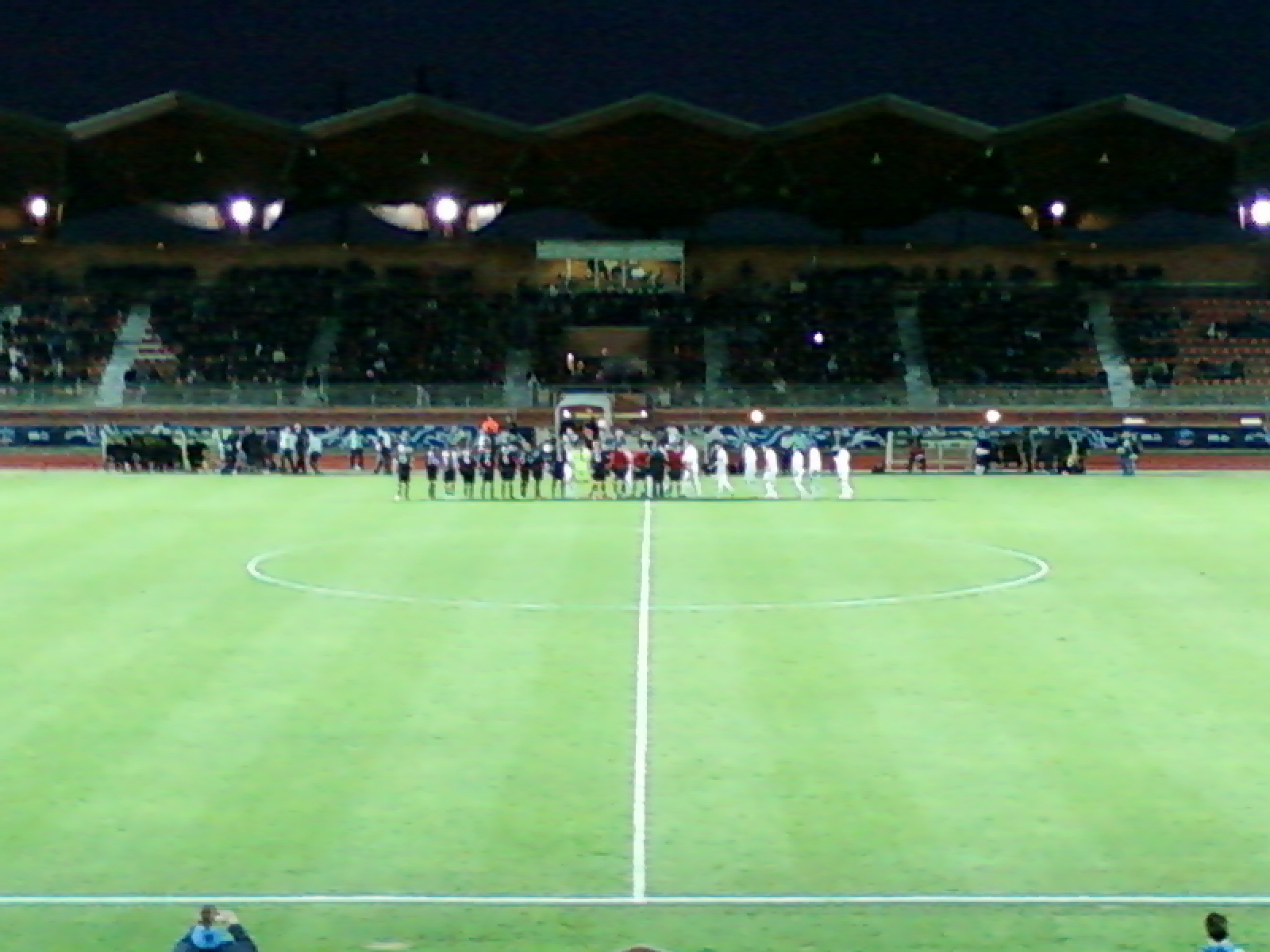
Présentation des équipes lors du match US Créteil - Bordeaux en 1/16 de finale de la Coupe de France le 21 janvier 2012

À l'été 2011 et comme à chaque intersaison, les départs et les arrivées à l'USC sont nombreux. Parmi ceux-ci, on peut noter l'arrivée de Jean-Luc Vasseur au poste d'entraîneur, de plusieurs joueurs peu connus des spécialistes français tels qu'Aristide Bahin ou Rodolphe Amessan, ou encore de joueurs sur le déclin (Johann Chapuis). Le club profite également des déboires financiers de l'AS Cannes, relégué en CFA, pour recruter trois de leurs joueurs (Vincent Di Bartolomeo, déjà cristolien en 2008-2009, Grégory Tomas et Mathieu Lafon). L'international malien Sammy Traoré, au Paris SG la saison précédente et en fin de contrat joue quant à lui la plupart des matchs de préparation avec l'équipe première mais ne signe finalement pas.
Lors de la saison 2011-2012, Créteil va arriver jusqu'en 16e de finale de la Coupe de France avec comme adversaire Bordeaux. Les deux équipes vont jusqu'aux prolongations après un score de parité (1-1), grâce à Thibault Ferrand, le gardien cristolien, qui retarde l'échéance en arrêtant un penalty à la 87e minute. Lors des prolongations, les deux équipes ne se départagent pas (2-2) et doivent avoir recours aux tirs au but. Bordeaux remporte cette séance grâce à Cédric Carrasso qui repousse deux tirs cristoliens. Le score final est de deux buts partout et victoire des Girondins 4 tirs au but à 3. Au niveau du championnat, un temps distancée, l'équipe revient dans la course à la montée au mois d'avril  mais ne parvient finalement pas à s'imposer parmi les trois premiers après la défaite contre Rouen (2-3), qui met fin aux espoirs de montée.
C'est finalement lors de la saison 2012-2013 que les efforts des Cristoliens vont être récompensés. Ils survolent presque le championnat en n'essuyant que de rares défaites parsemés de nuls. Le 19 avril 2013, le club est le premier de National à être certain de remonter en Ligue 2 pour la saison 2013-2014. En effet, avec 68 points au compteur après 32 matchs de championnat, et 6 journées restantes, le quatrième (et donc premier maintenu en National), Fréjus, qui compte 49 points, ne peut plus dépasser Créteil (avec une victoire à 3 points). Le vendredi 17 mai 2013 l'Union sportive Créteil-Lusitanos remporte le Championnat de France de football National 2012-2013 avec 76 points, en faisant 1-1 face au Paris Football Club et en profitant de la défaite du FC Metz 3-1 face à l'AS Cherbourg.

### Le retour en Ligue 2 (2013-2016)
Six saisons après avoir quitté la Ligue 2, Créteil la retrouve en 2013. En tant que club promu, l'objectif est le maintien, mais avec Jean-Luc Vasseur toujours aux commandes. Prolongations de contrats, quelques retours et des arrivées lors du mercato sont à l'origine de belles prestations cristoliennes en début de saison. Pour ce retour, Créteil signe sept matchs sans défaite et boucle une première moitié de saison avec seulement cinq défaites. La suite ressemble un peu à cette première saison, peu de défaites, quelques victoires et beaucoup de matchs nuls. Finalement, c'est assez justement que Créteil termine sa première saison de retour en Ligue 2 à la onzième place, après douze victoires, douze défaites et douze nuls et cinquante points. En Coupe de la Ligue, l'US Créteil élimine Boulogne aux tirs au but, puis le Racing Club de Lens à la suite d'un match spectaculaire qui se conclut sur un 3-4, avant de se faire sortir au troisième tour par Toulouse. En Coupe de France, Créteil élimine Metz avant de se faire sortir par Jura Sud lors du troisième tour. Le retour en Ligue 2 est réussi.

Vasseur aux commandes réalise de belles choses et les supporteurs et une ville peuvent espérer plus, mais malheureusement Vasseur part seul en Ligue 1 en rejoignant Reims. Après de nombreuses hésitations sur le choix du futur entraîneur, c'est finalement Philippe Hinschberger qui est retenu. Lors de la saison 2014-2015, certains joueurs rejoignent Créteil, notamment Frédéric Piquionne. Le nouvel entraîneur remanie à son goût l'équipe cristolienne avec ses nouveaux joueurs, comme la titularisation de Cyrille Merville en cage à la place de Yann Kerboriou. Malheureusement pour lui et Créteil, la stratégie n'est pas heureuse, et Hinschberger se voit licencié d'un "commun accord" après une défaite humiliante lors de l'entrée de l'US Créteil en Coupe de France (7e Tour) face au Saint-Maur Lusitanos 4-3, qui vient parachever un parcours personnel calamiteux chez les Cristoliens en Ligue 2. À ce stade de la saison, l'équipe est 18e et relégable après deux victoires, neuf défaites et cinq nuls, malgré un bon petit parcours en Coupe de la Ligue, où elle atteint les huitièmes de finale après avoir sorti le Gazélec Football Club Ajaccio et le Racing Club de Lens. Francis de Percin est nommé entraîneur par intérim pour quelques matchs et d'assez bonnes performances, avant l'arrivée de Thierry Froger, qui réussit à maintenir le club en Ligue 2 pour enchaîner une troisième saison d'affilée.
L'équipe, toujours emmené par son entraîneur Thierry Froger, vise le top 10. Elle commence par une victoire lors du derby francilien face au Red Star 1-0 à l'extérieur.

### Entre National et National 2 (2016-2025)
Le 6 mai 2016, après sa défaite à Niort lors de la 37e journée face aux chamois Niortais (2-4), le club cristolien est relégué en championnat National, après une saison difficile où il terminera à l'avant-dernière place et avec 34 points engrangés en 38 matchs.
Lors de la saison 2016-2017, en championnat National, les Cristoliens verront leurs principaux cadres partir et remplacés par des joueurs libres ou en prêt, ce qui n'aidera pas le club qui finira qu'à une triste 12e place.
La saison 2017/2018, malgré un statut professionnel, sera catastrophique avec une relégation en National 2 qui sera actée à l'issue de la 31e journée. Assuré de finir bon dernier (le club ayant terminé 17e) le club fera son retour dans un échelon où il n'avait plus évolué depuis 1987.
Lors de la saison 2018-2019, le club finira 1er de National 2 avec 10 points d’avance sur l’US Lusitanos Saint-Maur, et fait son retour en National après une saison d'absence.
Lors de la saison 2019-2020, pour sa remontée en National, le club finit à une honorable 9e place avec 12 points d’avance sur les relégués.
La saison suivante, le club termine 17e mais est repêché en raison de l'arrêt du championnat en National 2 à cause du COVID-19.
Lors de la saison 2021-2022, le club a 6 points de retard sur le premier non-relégable après 20 journées, qui renverra le club en National 2 une fois de plus après une piteuse 17e place. 
Pour la saison 2022-2023, le club, après un très bon début de saison en ayant occupé la première place de sa poule pendant plusieurs journées, se retrouve troisième avec 26 points à la mi-saison, se faisant distancer notamment par le FC Fleury et le FC93 (Bobigny-Bagnolet). Il finit finalement à la cinquième place.
Pour la saison 2023-2024, le club finit à la cinquième place.

### Rachat du club par Xavier Niel (depuis 2025)
Le 1er mai 2025, le club est racheté par l'homme d'affaires français Xavier Niel,,. Le milliardaire, nouvel actionnaire majoritaire du club, arrive avec : « un projet fondé sur trois priorités : investir dans l’avenir, avec la création et le développement d’un centre de formation ; professionnaliser le club, en renforçant ses moyens et en s’alliant à davantage de partenaires ; faire rayonner Créteil, en attirant un public plus large au stade et en modernisant l’image du club »,.
Le 19 juin 2025, le club annonce la nomination d'Olivier Miannay au poste de directeur général délégué en provenance du Puy Football 43, il avait précédemment dirigé le club de Créteil de 2016 à 2018 sous la présidence d'Armand Lopes. La nomination de Karim Mokeddem au poste d'entraineur, ancien entraineur du FC Sochaux-Montbéliard et de l'US Orléans est également annoncée par le club.

## Palmarès et résultats

### Palmarès
Le tableau suivant liste le palmarès et les meilleures performances de l'US Créteil-Lusitanos dans les différentes compétitions officielles.
| Compétitions nationales | Compétitions régionales                                                                                         |
| --- | --- |
| - Championnat de France D3 (Division 3/National) - Champion : 2013. - Vainqueur de groupe : 1988 et 1992. - Championnat de France D4 (Division 4/National 2) - Champion : 1987 et 2019. Coupes - Coupe de France - Meilleure performance : quart de finale en 1997. - Coupe de la Ligue - Meilleure performance : 8e de finale en 2003, 2009 et 2015. | - Division d’Honneur Paris Île-de-France - Champion : 1962 et 1986. Coupes - Coupe de Paris - Vainqueur : 1998. |

## Personnalités du club

### Historique des présidents
- 1936 -  ? :  Hémon
- 1962 - 1963 :  Ohron
- 1983 - 1985 :  Carlos Paccard
- 1985 - 1986 :  André Henri
- 1986 - 1989 :  Gabriel Terdjman
- 1989 - 1991 :  Laurent Cathala
- 1991 - 1992 : ?
- 1992 - 1993 :  Joseph Le Bechec
- 1993 - 1995 : ?
- 1995 - 1996 :  Jean-François Bunouf
- 1996 - 2001 :  Alain Afflelou
- 2002 - 2022 :  [19] Armand Lopes
- 2022 - 2025 :  Bassam Al-Homsi
- 2025 - en cours :  Anthony Maarek[20]

### Entraîneurs
Les tableaux suivants établissent la liste des entraîneurs qui ont dirigé l'équipe première de l'USCL.